# Edelweiss (gruppo musicale)
Gli Edelweiss sono stati un gruppo musicale austriaco ricordato principalmente per la loro Bring Me Edelweiss del 1988.
Secondo la scrittrice Claudia Lonkin, il gruppo «mette in risalto dei tropi kitsch riguardanti l'Austria» e «produce una musica che risulta indistinguibile da quella di ogni altro artista tardo Neue Deutsche Welle e Eurodance prima maniera.»

## Storia del gruppo
Gli Edelweiss erano un collettivo che cambiò più volte formazione. Oltre ai due fondatori Matthias Schweger e Walter Werzowa, si segnala la presenza di Christian Clerici, futuro giornalista e conduttore televisivo per la televisione austriaca. Gli Edelweiss esordirono nel 1988 con il singolo Bring Me Edelweiss, composto utilizzando i campionamenti degli ABBA e basandosi sui consigli riportati nel libro The Manual dei britannici KLF, nel quale viene spiegato come realizzare un brano da numero uno in classifica senza fatica. La canzone si rivelò essere il loro maggiore successo, riuscendo a vendere cinque milioni di copie e a svettare nelle classifiche di tutto il mondo. Dopo aver pubblicato quella traccia, Werzowa abbandonò il gruppo. Fonderà, nel 1992, la Musikvergnuegen, Inc., specializzata nella produzione di musiche ed effetti sonori; nel 1994 comporrà il celebre jingle della Intel.
Nel 1992 il collettivo pubblicò Raumschiff Edelweiss, un omaggio alla serie Star Trek che si piazzò al primo posto della classifica austriaca. Pur non eguagliando simili risultati, è degna di nota anche Planet Edelweiss (1993), che raggiunse la posizione numero 14 in Austria.

## Discografia

### Album in studio
- 1988 – Edelweiss
- 1992 – Wonderful World of Edelweiss

### Singoli
- 1988 – Bring Me Edelweiss
- 1989 – I Can't Get No... Edelweiss
- 1992 – Raumschiff Edelweiss/Starship Edelweiss
- 1992 – Planet Edelweiss
- 1992 – To the Mountain Top
- 1993 – Beam Me Up
- 1993 – Ski Instructor
- 1997 – Edeltaler Hochzeitsmarsch (Kein Sex vor der Ehe)
- 2001 – Bring Me Edelweiss (remix)